# Sécurité intrinsèque
 (janvier 2023).
 (janvier 2023).
Si vous disposez d'ouvrages ou d'articles de référence ou si vous connaissez des sites web de qualité traitant du thème abordé ici, merci de compléter l'article en donnant les références utiles à sa vérifiabilité et en les liant à la section « Notes et références ».
Ne doit pas être confondu avec la sécurité inhérente, une approche plus globale qui s'applique à tous les procédés et dont la sécurité intrinsèque est une branche particulière.

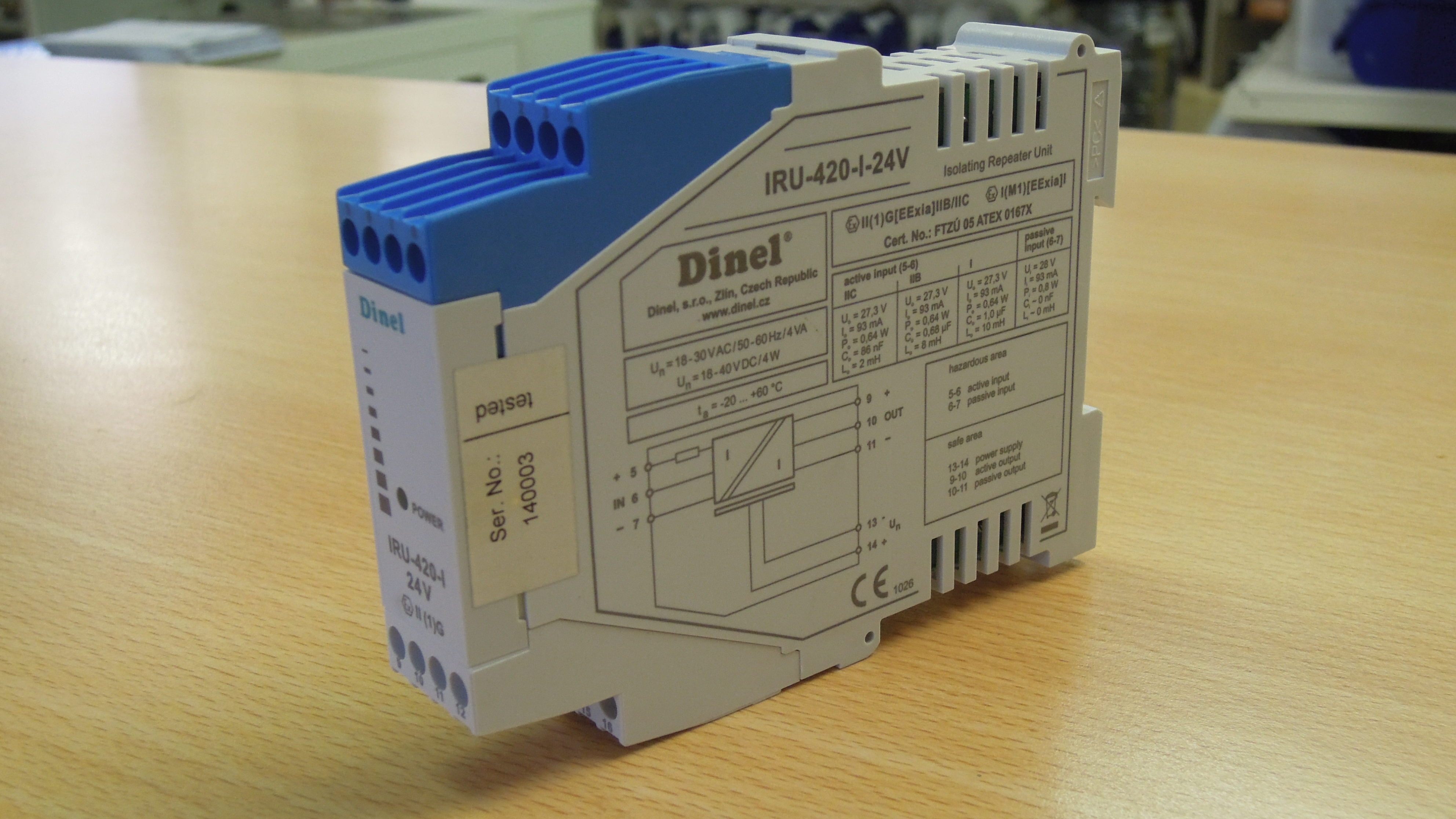
Barrière Zener pour séparation des circuits à sécurité intrinsèque.

La sécurité intrinsèque (IS, de l'anglais Intrinsic Safety) est une technique de protection permettant d'assurer la sécurité lors du fonctionnement des équipements électriques dans les zones dangereuses. Elle a pour but de limiter l'énergie électrique et l'énergie thermique qui pourraient provoquer le démarrage d'un feu. Dans les circuits de signalisation et de commande pouvant fonctionner avec des courants et des tensions faibles, l'approche de sécurité intrinsèque simplifie les circuits et réduit les coûts d'installation par rapport aux autres méthodes de protection. Les zones qui présentent des concentrations dangereuses de gaz ou de poussières inflammables se trouvent principalement dans des applications telles que les raffineries pétrochimiques et les mines. En tant que discipline, la sécurité intrinsèque est une application de la sécurité inhérente à l'instrumentation. Les circuits de plus forte puissance, tels que les moteurs électriques ou l'éclairage, ne peuvent pas utiliser les méthodes de sécurité intrinsèque pour la protection.

## Principes de fonctionnement et concept
Lors de leur utilisation normale, les équipements électriques créent souvent des arcs électriques minuscules (des étincelles internes) dans les interrupteurs, les balais de moteur, les connecteurs, ainsi que dans d'autres endroits. Les équipements électriques compacts génèrent également de la chaleur qui, dans certaines circonstances, peut devenir une source d'inflammation.
Il existe un grand nombre de moyens pour sécuriser un équipement lorsqu'il est utilisé dans un environnement où le risque d'explosion est élevé. La sécurité intrinsèque (désignée par « i » dans les classifications des explosions ATEX et IECEx) est l'une des méthodes disponibles dans le cas des équipements électriques. Parmi les autres méthodes, on notera : les boîtiers antidéflagrants (NEC 500) ou à l'épreuve des flammes (« d » dans CEI, ATEX et NEC 505), la sécurité améliorée (« e »), l'encapsulation (« m »), le dispositif de coupure fermé (« nC »), le dispositif scellé (« nC »), le dispositif scellé hermétiquement (« nC »), l'enceinte à respiration restreinte (« nR »), l'immersion dans l'huile (« o »), la protection des rayonnements optiques (« op »), la ventilation (« p » ), le remplissage de poudre ou de sable (« q »), la protection spéciale (« s ») et la protection contre l'inflammation des poussières par enceinte de rétention (« t »). En ce qui concerne l'électronique portable, la sécurité intrinsèque est la seule méthode qui permette à un appareil  d'être protégé contre les explosions. Un dispositif est dit « à sécurité intrinsèque » s'il a été conçu pour être incapable de produire de la chaleur ou une étincelle suffisante pour enflammer une atmosphère explosive, même alors que le dispositif a été endommagé.
Plusieurs considérations sont à prendre en compte lors de la conception des dispositifs électroniques à sécurité intrinsèque : réduire ou éliminer les étincelles internes, contrôler la température des composants et éliminer l'espace entre les composants qui permettrait à la poussière de produire un court-circuit. L'élimination des étincelles dans les composants est réalisée en limitant l'énergie disponible dans un circuit donné ainsi que dans l'ensemble du système. La température, dans certaines conditions de fonctionnement défaillant telles qu'un court-circuit interne dans un dispositif à semi-conducteur, devient un problème lorsque la température d'un composant atteint un niveau qui pourrait enflammer certains gaz explosifs, même en utilisation normale. Des mesures de protection, telles que limiter le courant par des résistances ou des fusibles, doivent être utilisées pour garantir qu'en aucun cas un composant ne puisse atteindre une température susceptible de provoquer l'auto-inflammation d'une atmosphère combustible. Dans les appareils électroniques très compacts qui sont utilisés aujourd'hui, les circuits imprimés ont souvent un espace entre les composants permettant à un arc électrique de se produire si de la poussière ou d'autres particules pénètrent dans le circuit. Pour cela, l'espacement, l'emplacement et l'isolation des composants deviennent des considérations importantes pour la conception des circuits.
Le concept principal derrière la sécurité intrinsèque est la minimisation de l'énergie électrique et thermique disponible dans le système, de sorte que l'inflammation d'une atmosphère dangereuse (gaz explosif ou poussière) ne puisse pas se produire. Cela peut se faire en garantissant que seuls les tensions et les courants faibles pénètrent dans la zone dangereuse et qu'aucune accumulation significative d'énergie ne soit possible.
L'une des méthodes de protection les plus courantes consiste à limiter le courant électrique en utilisant des résistances en série (des résistances qui s'ouvrent toujours lorsqu'elles sont en défaut), et à limiter la tension avec plusieurs diodes Zener. Dans les barrières Zener, les potentiels dangereux qui entrent sont reliés à la terre. Avec les barrières d'isolation galvanique, il n'y a pas de connexion directe entre les circuits d'une zone sûre et ceux d'une zone dangereuse, car une couche d'isolation est interposée entre les deux. Les normes de certification pour les conceptions de sécurité intrinsèque (principalement CEI 60079-11 mais également CEI TS 60079-39 depuis 2015) exigent généralement que la barrière ne dépasse pas les niveaux de tension et de courant approuvés avec spécification des dommages aux composants sensibles.
L'équipement ou l'instrumentation à utiliser dans une zone dangereuse sera conçu pour fonctionner avec des tensions et des courants faibles, et sera conçu sans gros condensateurs ni inductances qui pourraient se décharger et provoquer une étincelle. L'instrument sera connecté, en utilisant des méthodes de câblage approuvées, à un panneau de commande situé dans une zone non dangereuse contenant des barrières de sécurité. Les barrières de sécurité garantissent que, en fonctionnement normal, et en cas de défaillance appliquée selon le niveau de protection de l'équipement (EPL, de l'anglais Equipment Protection Level), ou en cas de contact accidentel se produisant entre le circuit de l'instrument et les autres sources d'alimentation, la tension et le courant qui pénètrent dans la zone dangereuse ne sont pas plus élevés que la tension et le courant approuvés.
Par exemple, au cours d'une opération de transfert maritime, lorsque des produits inflammables sont transférés entre un terminal maritime et des navires-citernes ou des barges, une communication radio bidirectionnelle doit être maintenue en permanence pour le cas où le transfert doit s'arrêter pour des raisons imprévues telles qu'un déversement du produit. La Garde côtière des États-Unis exige que la radio bidirectionnelle soit certifiée comme étant intrinsèquement sûre.
Un autre exemple est celui des téléphones portables à sécurité intrinsèque ou antidéflagrants, qui sont utilisés dans des atmosphères explosives, telles que celles des raffineries. Les téléphones portables à sécurité intrinsèque doivent répondre à des critères particuliers de conception de batterie afin d'obtenir la certification UL, ATEX ou IECEx pour pouvoir être utilisés en atmosphère explosive.
Seuls les appareils autonomes (fonctionnant sur batterie) qui sont correctement conçus peuvent être intrinsèquement sûrs par eux-mêmes. Les autres dispositifs de terrain et les câblages sont intrinsèquement sûrs uniquement lorsqu'ils sont utilisés dans un système IS correctement conçu. Ces systèmes doivent être élaborés et documentés conformément à la norme CEI 60079-25 relative aux Systèmes électriques à sécurité intrinsèque. Ils doivent être installés conformément à la norme CEI 60079-14, puis inspectés et entretenus conformément à la norme CEI 60079-17.

## Organismes de certification
Les normes relatives à la protection intrinsèque sont élaborées principalement par la CEI, la Commission électrotechnique internationale, mais différentes agences élaborent également des normes de sécurité intrinsèque. Les agences peuvent être dirigées par des gouvernements ou encore être composées de membres de compagnies d'assurance, de fabricants et d'industriels ayant un intérêt pour les normes de sécurité. Les organismes de certification autorisent les fabricants à apposer une étiquette ou une marque pour indiquer que l'équipement a été conçu conformément aux normes de sécurité du produit concerné. Quelques exemples d'agences de ce type en Amérique du Nord sont la Factory Mutual Research Corporation, qui certifie les radios, les Underwriters Laboratories (UL) qui certifient les téléphones mobiles. Au Canada, on trouve l'Association canadienne de normalisation. Dans l'Union Européenne, la norme de certification de sécurité intrinsèque est la norme CENELEC EN 60079-11 et doit être certifiée conformément à la directive ATEX, tandis que dans certains autres pays, ce sont les normes CEI qui sont suivies. Pour faciliter le commerce mondial, les agences de normalisation du monde entier s'engagent vers une harmonisation afin que les équipements intrinsèquement sûrs fabriqués dans un pays puissent éventuellement être approuvés pour une utilisation dans un autre pays sans tests ni documentations redondants et coûteux.